# Hans-Jörg Assmann
Hans-Jörg Assmann (* 1943 in Berlin) ist ein deutscher Schauspieler.

## Leben
Assmann absolvierte von 1965 bis 1968 seine schauspielerische Ausbildung an der Staatlichen Hochschule für Musik und Darstellende Kunst Hamburg.
Er spielte unter anderem Theater an den Städtischen Bühnen Frankfurt (1968–1972 und 1980–1991), am Staatstheater Stuttgart (1972–1976 und 1991–2002), am Theater Basel (1976–1980) und am Schauspiel Essen (1991–2002).
Seit Anfang der 1990er Jahre ist Assmann vermehrt in Kino- und insbesondere Fernsehproduktionen zu sehen. 1993 wirkte er in Steven Spielbergs mehrfach Oscar-ausgezeichnetem Spielfilm Schindlers Liste mit. Für Dieter Wedel stand er in den erfolgreichen Fernsehfilmen Der große Bellheim, Der Schattenmann und für Gier vor der Kamera. Assmann spielte bereits mehrfach im Tatort und Fernsehserien wie Ein Fall für zwei, Siska und Der Alte mit und ist darüber hinaus auch ein bekanntes Gesicht in vielen anderen Serien und Fernsehfilmen.
Assmann lebt in Worpswede.

## Filmografie

### Filme
- 1993: Der große Bellheim (Fernsehmehrteiler)
- 1993: Schindlers Liste
- 1995: Japaner sind die besseren Liebhaber
- 1996: Der Schattenmann (Fernsehmehrteiler)
- 1996: Irren ist männlich
- 1997: Todesspiel (Fernsehmehrteiler)
- 1998: Drei Tage Angst (Fernsehfilm)
- 2001: Dark Blue World
- 2001: Ein mörderischer Plan
- 2003: Im Schatten der Macht (Fernsehfilm)
- 2004: Stauffenberg (Fernsehfilm)
- 2005: Die Nachrichten (Fernsehfilm)
- 2007: Erlkönig (Fernsehfilm)
- 2007: Duell in der Nacht (Fernsehfilm)
- 2008: Alter vor Schönheit
- 2010: Gier (Fernsehmehrteiler)
- 2010: Katie Fforde – Glücksboten (Fernsehfilm)
- 2011: Verschollen am Kap (Fernsehmehrteiler)

### Tatort (Fernsehreihe)
- 1990: Tatort – Lauf eines Todes
- 1992: Tatort – Falsche Liebe
- 1998: Tatort – Bienzle und der Champion
- 2000: Tatort – Nach eigenen Gesetzen
- 2006: Tatort – Der Lippenstiftmörder
- 2009: Tatort – Vermisst
- 2010: Tatort – Der Polizistinnenmörder

### Fernsehserien
- 1981–2005: Ein Fall für zwei (5 Episoden)
- 1995: Stubbe – Von Fall zu Fall (1 Episode)
- 2000: Alarm für Cobra 11
- 2001–2009: Der Alte (3 Episoden)
- 2001–2008: Siska (4 Episoden)
- 2003: Stubbe – Von Fall zu Fall: Opfer im Zwielicht
- 2005: Der Dicke
- 2009: Notruf Hafenkante
- 2011: SOKO Leipzig
- 2014: Notruf Hafenkante – Vater unter Verdacht